# Atradius
Atradius er et af verdens største kreditforsikringsselskaber med en global tilstedeværelse i mere end 50 lande verden rundt. Virksomheden havde i 2024 en omsætning på 2,5 mia. EUR.. Atradius er tildelt kreditvurderingen ‘A (excellent) outlook stable’ af A.M.Best og 'A2 outlook positive’ af Moody's.
Firmaet er i besiddelse af oplysninger om over 240 mio. virksomheder, som bruges i den daglige kreditvurdering. Gruppen er dannet ved fusion af en række internationale kreditforsikringsselskaber baseret i Australien, Belgien, Danmark, Frankrig, Tyskland, Irland, Italien, Mexico, Holland, Norge, New Zealand, England og USA. 
Gruppen har hovedsæde i Madrid, og er ejet af spanske Grupo Catalana Occidente.

## Historie
Kreditforsikring som produkt blev oprettet efter Første Verdenskrig af forskellige regeringer som et middel til stimuli af økonomisk vækst. Atradius har sit udgangspunkt i disse tidlige organisationer.
I 2001 købte det tyske forsikringsselskab Gerling (grundlagt 1954) det hollandske forsikringsselskab NCM (grundlagt 1925). Hver havde gjort deres egne opkøb forud for denne fusion herunder de offentlige eksportkreditinstitutter (fx i 1995, det danske EKR) og private forsikringsselskaber (fx 1994 Namur Assurances du Crédit SA, Belgien). 
Gerling åbnede i 1962 sit første internationale kontor i Schweiz, og var det første private kreditforsikringsselskab til at tilbyde kreditsikkerhed. NCM blev grundlagt med det formål at forbedre handel mellem virksomheder i Holland. Efter 1932 blev NCM tilknyttet den hollandske stat med samme formål. Atradius tilbyder stadigvæk disse ydelser gennem sit datterselskab Atradius Dutch State Business.
Koncernen er således en sammenlægning af en række internationale kreditforsikringsselskaber og tilknyttede organisationer fra Belgien, Danmark, Frankrig, Italien, Mexico, Norge, New Zealand, Storbritannien og USA.
I 2004 blev koncernen omdøbt til Atradius, og i 2008 blev koncernen yderligere udvidet med tilføjelsen af spanske Crédito y Caución. I dag er Atradius stort set spansk ejet og en del af Grupo Catalana Occidente koncernen. Selvom virksomheden er spansk ejet, så har holdingselskabet Atradius N.V. sit hovedsæde i Amsterdam, Nederlandene.

## Produkter & Services
Atradius har 3.700 medarbejdere fordelt på 160 kontorer i 54 lande og leverer løsninger og tjenester til virksomheder, der hjælper dem med at styre deres kreditrisici både i Danmark og internationalt. Atradius udbyder bl.a. kreditforsikring, erhvervsinkasso og garantiforsikring.

## Aktionærer
- Grupo Crédito y Caución (Grupo CYC) er et holdingselskab som Grupo Catalana Occidente er hovedaktionær i med 73,84%.

- Grupo Catalana Occidente (GCO) er moderselskab for en gruppe af forsikringsselskaber. GCO er noteret på Barcelona og Madrids børser. GCO ejer 83,20% af Atradius NV, hvoraf 35,77% er direkte ejet og 47,43% ejes indirekte gennem Grupo CYC holdingselskab. GCO kontrollerer 100% af de stemmeberettigede aktier.

## Ledelse
Atradius’ direktionen består af:
- David Capdevila, CEO.
- Christian van Lint, Chief Risk Officer.
- Andreas Tesch,  Chief Market Officer.
- Claus Gramlich-Eicher, Chief Finance Officer.
- Marc Henstridge, Chief Insurance Operations Officer.

Bestyrelsen er sammensat af otte medlemmer, som er ansvarlige for at overse og koordinere de generelle anliggender for Atradius. Bestyrelsen består af følgende personer:
- Xavier Freixes (Bestyrelsesformand)
- Hugo Serra
- Désirée van Gorp
- John Hourican
- Carlos Halpern
- José Maria Sunyer
- Juan Ignacio Guerrero
- Joaquín Guallar
- Isabel Gomez